# لوئیگی
لوئیگی (انگلیسی: Louiguy; ۳ آوریل ۱۹۱۶ – ۴ آوریل ۱۹۹۱ (۷۵ سال)) با نام اصلی «لوئی گولیلمی» آهنگساز اهل کشور فرانسه بود و اصالت ایتالیایی داشت. گوگلیمی در بارسلونا به دنیا آمد. او موسیقی را در کنسرواتوار پاریس در همان کلاس موریس باکو، هانری بتی، پل بونو و هانری دوتیلو آموخت. او یک روز پس از تولد ۷۵ سالگی خود در ونس درگذشت.